# Juan Miguel Aguilera
Pour les articles homonymes, voir Aguilera.
Œuvres principales
- La Folie de Dieu

Juan Miguel Aguilera, né en 1960 à Valence, est un écrivain espagnol de roman historique, de fantasy et de science-fiction. Il a une formation de dessinateur industriel, mais il s'est distingué par son importance au sein de la science-fiction espagnole. 
Il écrit ses premières œuvres avec Javier Redal. Il s'agit d'histoires appartenant à la hard science-fiction, situées dans l'univers d’Akasa-Puspa. La création des mondes et des cadres est cohérente et très détaillée. Mundos en el abismo et sa suite Hijos de la eternidad associent une trame typique du space opera avec des éléments de hard SF.
El refugio montre une grande influence scientifique de la biotechnologie, de la biochimie, de la communication entre les espèces ou de l'évolution. 
Il a aussi travaillé avec Ricardo Lázaro et Rafael Marín.
Dans ses œuvres en solo, il laisse les détails strictement scientifiques à l'arrière-plan et mêle des éléments de fantasy, dans un genre qu'il qualifie lui-même d’"histoire spéculative". Il a aussi participé comme scénariste au film Stranded et à la bande dessinée Avatar. 
Entre 2000 et 2002, il fut le président de l'Asociación Española de Fantasía, Ciencia Ficción y Terror.

## Récompenses
En tant qu'illustrateur, il a dessiné plusieurs couvertures de livres de science-fiction, et reçu le prix Ignotus de l'illustration en 2003 et conjointement avec Paco Roca en 2001 et 2000.
Son roman La locura de Dios  lui a valu le prix Ignotus en 1999, et traduit en français sous le nom La Folie de Dieu, le prix Imaginales et le prix Bob-Morane en 2002.
Sa série de bande dessinée Avatar, dessinée par Rafa Fonteriz, leur a valu le prix Ignotus de la meilleure bande dessinée en 2004.
Il a également reçu le prix Ignotus de la meilleure nouvelle, le prix Alberto Magno et le prix Juli Verne.

## Œuvres

### Romans
- Mundos en el abismo (1988) (avec Javier Redal)
- Hijos de la eternidad (1990) (avec Javier Redal) ; Les enfants de l'éternité, Imaginaires sans frontières, 2005.
- En un vacío insondable (1994) (avec Javier Redal)
- El refugio (1994) (avec Javier Redal)
- La locura de Dios (1998) ; La Folie de Dieu, J'ai lu, 2004 ; Au Diable Vauvert, 2005.
- Contra el tiempo (2001) (avec Rafael Marín)
- Rihla (2003) ; Rihla, Au Diable Vauvert, 2005.
- Mundos y demonios (2005) ; Mondes et démons, Au Diable Vauvert, 2005.
- El sueño de la razón (2006) ; Le Sommeil de la raison, Au Diable Vauvert, 2006 ; Le Livre de poche, 2007.
- La red de Indra (2009) ; Le Filet d'Indra, L'Atalante, 2010

### Nouvelles
- Sangrando correctamente (1981) (avec Javier Redal)
- Ari, el tonto (1992) (avec Javier Redal)
- Maleficio (1995) (avec Javier Redal)
- El bosque de hielo (1995) ; La forêt de glace, Galaxies n° 22, 2001
- La llavor del mal (1996) (avec Ricardo Lázaro)
- Semilla (1998)
- La Fête de la comète, ActuSF, coll. « Les Trois Souhaits », 2010 ((es) La fiesta del cometa, 2010)Publiée dans l'anthologie Utopiales 10

### Bandes dessinées
Avatar :
- Tome 1 : Un regard dans l'abîme (2003) (avec Rafa Fonteriz)
- Tome 2 : Griffes dans le Vent (2004) (avec Rafa Fonteriz)
- Tome 3 : Les fissures de ma caverne (2006) (avec Rafa Fonteriz)

### Articles
- Imágenes de ordenador en el cine (1999)